# Basilique Sainte-Thérèse-d'Avila de Rome
La basilique Sainte-Thérèse-d'Avila (en italien : basilique Santa Teresa d'Avila) est une basilique mineure de Rome, située dans le quartier Pinciano, sur le Corso d'Italia.

## Histoire
Dédiée à la Thérèse d'Avila, fondatrice de l'Ordre des Carmes déchaux, à qui appartient l'église, elle a été construite entre 1901 et 1902. L'église a été inaugurée le 20 avril 1902, comme le rappelle une plaque à gauche de l'entrée principale.
L'église est siège paroissial, créé le 6 janvier 1906 par Pie X avec la bulle Romanas aequabilis. Le 29 octobre 1951, elle a été élevée par Pie XII à la dignité de basilique mineure. Depuis 1962, elle est le siège du titre cardinalice de Santa Teresa al Corso d'italia.

## Architecture et ornements
L'église est de style néo-roman, flanquée d'un campanile de 40 mètres, décoré de petits arcs suspendus et d'une horloge. La façade est divisée en deux ordres; dans la partie inférieure, se trouve un portail sous la forme d'un porche avec des colonnes et un tympan, au-dessus duquel il y a une petite loggia avec des arcs et des colonnes; la partie supérieure, comprise entre deux pilastres, comporte une rosace, avec les figures de Jésus et des apôtres, surmontée d'une fenêtre en croix. Le portail d'entrée est particulièrement riche en symbolisme; dans la lunette, il y a un bas-relief de Jésus bénissant et Sainte Thérèse; en outre, sont insérés des panneaux de bronze représentant des Épisodes de la vie de Sainte Thérèse.
L'intérieur a trois nefs, divisées par des piliers avec des arcs en ogive. De nombreux autels latéraux abritent des bas-reliefs; notamment, la Statue de Sainte Thérèse et la Statue de Saint Joseph avec le jeune Jésus, près de l'autel principal. L'église possède une chaire en marbre, sculptée de scènes de la vie de Jésus, et un chœur en bois qui remonte au début du XVIIIe siècle.

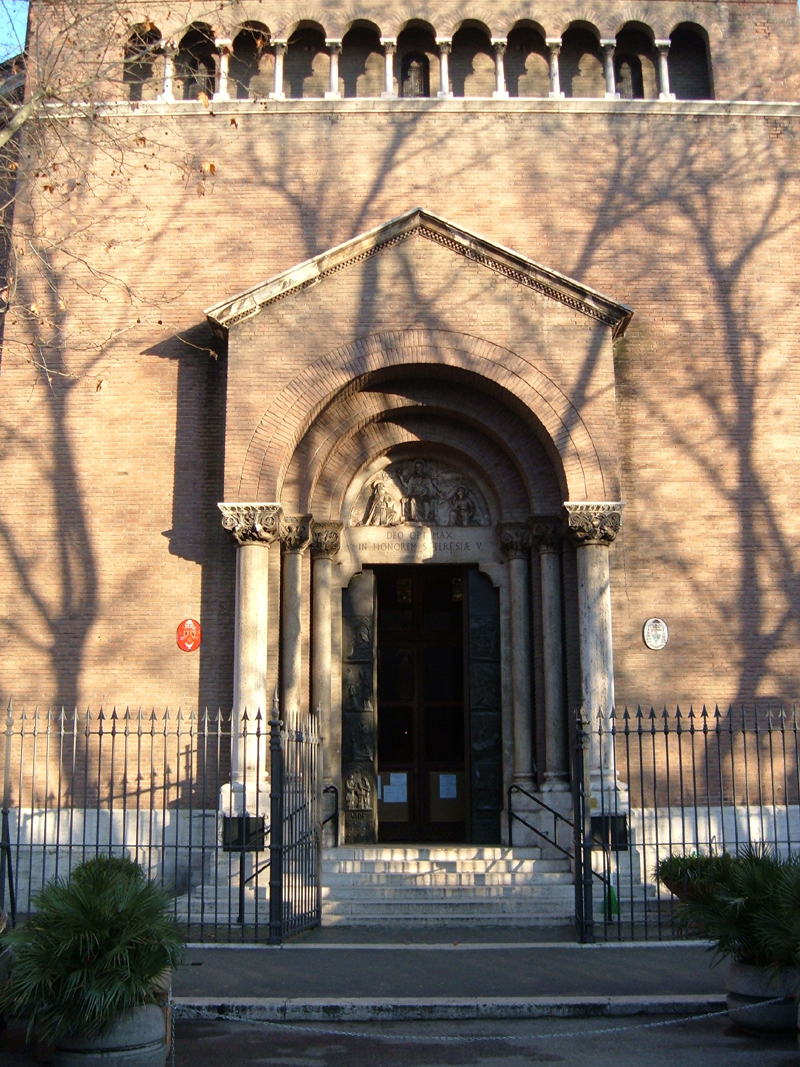
Porche d'entrée
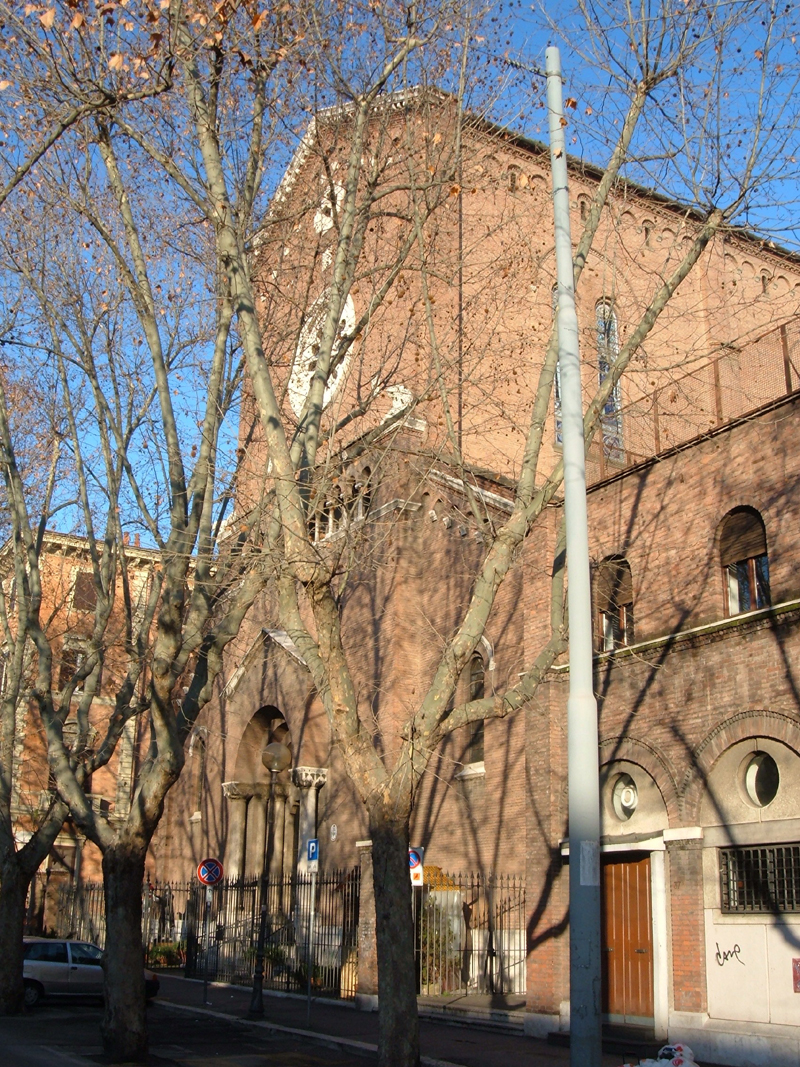
Vue extérieure

En entrant dans l'église, à gauche, près des fonts baptismaux, est conservée la soutane papale de Pie X.

### Sépultures
Dans la basilique se trouvent les tombes des deux cardinaux de l'Ordre des Carmes Déchaux:
- Le serviteur de Dieu Raffaele Carlo Rossi - évêque de Volterra, archevêque titulaire de Thessalonique (de), secrétaire de la Sacrée congrégation consistoriale, supérieur général des Scalabriniens
- Adeodato Piazza Giovanni - archevêque métropolitain de Bénévent, patriarche de Venise, secrétaire de la Congrégation pour les évêques, président de la Conférence épiscopale italienne, supérieur général des Scalabriniens